# Diocesi episcopale del Nevada
La diocesi del Nevada (in latino: Nivata) è una sede della Chiesa Episcopale situata nella regione ecclesiastica Provincia 8. Nel 2010 contava 5.342 battezzati. È attualmente retta dal vescovo Dan Thomas Edwards.

## Territorio
La diocesi comprende lo stato del Nevada, negli Stati Uniti.
Sede vescovile è la città di Las Vegas, dove si trovano gli uffici amministrativi della diocesi; la cattedrale, invece, è a Reno (Nevada).
Il territorio si estende su 286.367 km² ed è suddiviso in 39 parrocchie.

## Cronotassi dei vescovi
- Joseph Cruickshank Talbot (1860-1869)
- Ozi William Whitaker (1869-1886)
- Abiel Leonard (1888-1903)
- Henry Douglas Robinson (1908-1913)
- George Coolidge Hunting (1914-1924)
- Thomas Jenkins (1929-1942)
- William F. Lewis (1942-1959)
- William Godsell Wright (1960-1972)
- Wesley Frensdorff (1972-1985)
- Stewart Clark Zabriskie (1986-1999)
- Katharine Jefferts Schori (2001-2006)
- Dan Thomas Edwards, (2008-2018)
*James Edward Waggoner, vicario (2018-2022)
- Elizabeth Bonfort Gardner (dal 2022)